# سید فضل‌الله موسوی (استاد دانشگاه)
سید فضل‌الله موسوی متولد اصفهان و رئیس سابق دانشکده حقوق و علوم سیاسی دانشگاه تهران و همچنین عضو هیئت علمی دانشکده حقوق و علوم سیاسی دانشگاه تهران بوده‌است

## تالیفات
- گفتارهایی درباره حقوق کار
- حقوق بین‌الملل محیط زیست ترجمه تحقیقی از دانشگاه هاروارد
- حقوق رودخانه‌های بین‌المللی با تأکید بر حوزه اردن و لیطانی و مدیریت
- بررسی تطبیقی شرایط کار زنان و نوجوانان در کشورهای ژاپن، کره جنوبی، هند، مصر، انگلستان وایران[۴][۵]